# Hedythyrsus thamnoideus
Hedythyrsus thamnoideus är en måreväxtart som först beskrevs av Karl Moritz Schumann, och fick sitt nu gällande namn av Cornelis Eliza Bertus Bremekamp. Hedythyrsus thamnoideus ingår i släktet Hedythyrsus och familjen måreväxter. Inga underarter finns listade i Catalogue of Life.